# Meşəşambul
Meşəşambul è un comune dell'Azerbaigian situato nel distretto di Balakən. Conta una popolazione di 3.438 abitanti.